# Messier 71
A Messier 71 (más néven M71, vagy NGC 6838) egy gömbhalmaz a Sagitta csillagképben.

## Felfedezése
Az M71 gömbhalmazt Philippe Loys de Chéseaux fedezte fel 1745-46-ban. Charles Messier francia csillagász 1780. október 4-én katalogizálta.

## Tudományos adatok
A halmaz meghatározása sokáig vitatott volt, több csillagász inkább nyílthalmaznak vélte. A halmazban nyolc változócsillag ismert.

## Megfigyelési lehetőség
Az M71 viszonylag könnyen megfigyelhető már egy jobb binokulárral is.